# 呂黃鐘
吕黄钟（？—？），字初阳，山西泽州人。

## 生平
万历四十三年（1615年）乙卯科山西乡试举人，天啓五年（1625年）乙丑科進士，初授鱼台县知县，积年疑狱，片言折之，士民颂神君焉。皇筏南下，夫役累民，公呼抢当事前，为民请命，得不过扰。置劝农亭于邑中，日与田夫野老相慰劳，问稼穑之艰难，有古循良風。後值桐封在鲁，供帐络绎，公心乎卫民而仍不乏上供，上下咸得其所，苟非幹材，曷克济此。越一年，调补历城县，在任三载，尤得民心，案牍重情，平反甚多，有可矜全者，必疏網置之，尝曰：去莠所以卫苗，禁奸所以为良也。逮者鞠者得申其法，而宁必束湿哉！历历诸善政，两邑勒石，至今思之不替。在邑声誉大著，内擢户科给事中，未幾以性戆直，与柄国者忤，遂劾之，以年例外转山东佥事，兵备青徐，驻曹州。时岁饥，盗贼蠭起，充斥四境，多方筹画，缮兵济饷，各得其宜，盗亦随扑灭，遂以劳瘁卒于官，赠光禄寺卿。